# Hugo Gamboa
Hugo Fernando Gamboa Rodríguez (3 de agosto de 1958) es un jinete colombiano que compitió en la modalidad de doma. Ganó una medalla de bronce en los Juegos Panamericanos de 1971, en la prueba por equipos.

## Palmarés internacional
| Juegos Panamericanos | Juegos Panamericanos | Juegos Panamericanos | Juegos Panamericanos |
| Año                  | Lugar                | Medalla              | Categoría            |
| -------------------- | -------------------- | -------------------- | -------------------- |
| 1971                 | Cali (Colombia)      | Medalla de bronce    | Por equipos          |